# Van den bere Wisselau
Van den bere Wisselau is een verhaal waarin een tamme beer een centrale rol speelt. Het werk is in Brabant ontstaan, mogelijk aan het einde van de twaalfde eeuw en in ieder geval voor 1288. Waarschijnlijk gaat het om een origineel Middelnederlandse Karelroman. Hoewel het verhaal in de middeleeuwen vrij goed bekend moet zijn geweest, is er toch slechts één gehavend fragment overgeleverd.

## Ontstaansgeschiedenis
De auteur van de Wisselau is onbekend maar op grond van dialectische kenmerken kunnen we hem situeren in Brabant.
Aangezien Jacob van Maerlant commentaar geeft op de Wisselau in zijn Spiegel Historiael staat het vast dat de Wisselau tot stand is gekomen vóór 1288. Op grond van het gebruik van wilde verzen, assonerende rijmen, vierrijmen en een gebrekkige vorm van gepaard rijm zou men kunnen besluiten dat het verhaal vóór het einde van de twaalfde eeuw is geschreven. Anderzijds kunnen deze kenmerken ook verklaard worden door het orale karakter van het verhaal, zodat deze vroege datering niet vaststaat. Verhalen die geschreven zijn om voor te dragen leggen de nadruk op het mooie en meeslepende in plaats van op de correctheid van de rijmen.
De Wisselau zou een oorspronkelijk Middelnederlands verhaal zijn met Germaanse invloeden. Andere Karelromans zijn meestal beïnvloed door de Franse verhaalstof. De Wisselau zou het sterkst beïnvloed zijn door de Spielmannsepik.

## Overlevering
Het enige overgeleverde fragment wordt bewaard in de British Library in Londen. Het zou opgetekend zijn aan het einde van de dertiende eeuw. Het fragment bevat slechts 724 verzen, terwijl de oorspronkelijke omvang van het verhaal op 1400 à 2500 verzen wordt geschat. De tekst is neergeschreven in vier kolommen. Dit is vreemd voor een kort verhaal, want enkel zeer lange teksten werden in vier kolommen neergeschreven. Vermoedelijk is de tekst op de overblijvende witte bladzijden van een handschrift geschreven, dat één of meer andere teksten bevatte. Slechts één dubbelblad is overgeleverd.
De Gentse hoogleraar C.P. Serrure was de eerste bekende eigenaar van het fragment. In 1858 publiceerde hij een artikel over de Wisselau in het Vaderlandsch Museum. Serrure behandelde het fragment met chemicaliën om de letters beter zichtbaar te maken, maar hierdoor zijn enkele verzen volledig onleesbaar geworden.

## Samenvatting van het fragment
Karel de Grote en zijn gezelschap, waaronder Geernout en zijn tamme beer Wisselau, komen aan in het reuzenland van koning Espriaen. Voor de ogen van Espriaen doodt Wisselau een reus, waardoor de reuzen bang worden. Op weg naar het kasteel zegt Geernout tegen de beer in gargoensche tale, een soort van geheime taal, dat hij naar de keuken moet gaan en de opperkok, Brugigal, in de soeppot moet gooien. Daarna moet Wisselau met de soeppot binnen komen en de kok verorberen. En dat gebeurt dan ook. Iedereen is in paniek! Espriaen wil vluchten maar wordt tegengehouden door Geernout, die zegt dat hij de beer wel zal temmen. In het gargoensch zegt Geernout tegen Wisselau dat ze een schijngevecht gaan houden waarin de beer zich door hem moet laten overmeesteren. Nadat Geernout gewonnen heeft, staan de reuzen perplex van de kracht van die kleine man. Iedereen gaat weer aan tafel en de maaltijd wordt opgediend. Koning Espriaen hoopt dat hij van Wisselau af kan geraken. Geernout op zijn beurt hoopt dat hij Karel de Grote en zijn gezellen veilig uit het reuzenland kan brengen. Op dat moment breekt het fragment af.

### Primaire bron
KALFF,GERRIT, Middelnederlandsche epische fragmenten, met aanteekeningen. Leiden 1886 (ongewijzigde herdruk Arnhem, 1968). Online raadpleegbaar op DBNL

### Secundaire bronnen
KALFF,GERRIT, Geschiedenis der Nederlandsche letterkunde. Deel 1. Groningen 1906. Online raadpleegbaar op DBNL
KIENHORST, HANS, De handschriften van de Middelnederlandse ridderepiek: een codicologische beschrijving. Deventer, 1988.
SERRURE,C.P., ‘De beer Wisselau’, Vaderlandsch Museum 2 (1858), 253-284. Online raadpleegbaar op DBNL
VAN DER HAVE, BEN, ‘De Middelnederlandse Karelepiek: de fragmenten en het geheel.’ In: Bart Besamusca & Jaap Tigelaar (red.), Karolus Rex: studies over de middeleeuwse verhaaltraditie rond Karel de Grote. Hilversum, 2005.
VAN OOSTROM, FRITS, Stemmen op schrift. Geschiedenis van Nederlandse literatuur vanaf het begin tot 1300. Amsterdam, 2006.